# Joseph Shoenfield
Joseph Robert Shoenfield, né le 1er mai 1927 à Détroit (Michigan) et mort le 15 novembre 2000 à Durham (Caroline du Nord), est un logicien mathématicien américain.

## Biographie
Shoenfield a obtenu son doctorat en 1953 sous la supervision de Raymond Louis Wilder à l'Université du Michigan (Models of formal systems).
À partir de 1952, il est professeur à l'université Duke, où il est resté jusqu'à son éméritat en 1992. De 1970 à 1973, il a été président de la faculté de mathématiques. En 1956-1957, il séjourne à l'Institute for Advanced Study. 
Shoenfield a travaillé en théorie de la calculabilité, théorie des modèles, théorie axiomatique des ensembles. Le principal domaine de recherche de Shoenfield est la théorie de la récursion, et ses travaux dans ce domaine couvrent notamment les degrés d'insolvabilité, le treillis des ensembles récursivement énumérables, la théorie de la hiérarchie, les fonctionnelles et la récursion dans les types supérieurs. Il a apporté ce qui est appelé le théorème de l'absolu de Shoenfield et une approche simplifiée de la méthode de forçage. En théorie des modèles, il a développé d'élégantes méthodes algébriques pour montrer l'élimination des quantificateurs. Son manuel Mathematical Logic est devenu un ouvrage de référence.

## Distinctions
De 1972 à 1976, Shoenfield est président de l'Association for Symbolic Logic. Il délivre la conférence Gödel lors de la assemblée de 1992 de l'Association for Symbolic Logic.
Le prix Shoenfield est créé en 1999 à la mémoire de Joseph R. Shoenfield ; il est décerné tous les trois ans.
Dès ses études universitaires, Shoenfield est un joueur de bridge et de go passionné et réputé :  il a été l'un des premiers membres de l'American Go Association, et le tournoi Memorial Tournament en Caroline du Nord a été fondé en sa mémoire.

## Publications (sélection)
- (en) Joseph R. Shoenfield, Mathematical Logic, Natick, Mass., Association for Symbolic Logic, 2001, 2e éd. (1re éd. 1967), 344 p. (ISBN 978-1-56881-135-2). — (Première édition : Addison Wesley)
- Joseph R. Shoenfield, Degrees of unsolvability, North-Holland Publishing Company, coll. « North-Holland Mathematics Studies » (no 2), 1971, 111 p. (zbMATH 0245.02037).
- Joseph R. Shoenfield, Recursion Theory, Cambridge University Press, 2017, 84 p. (ISBN 9781316717011)
  - Réimpression de Recursion Theory, Springer-Verlag, coll. « Lecture Notes in Logic », 1993, vii+ 84 ;
  - Autre réimpression Recursion Theory : Lecture Notes in Logic 1, A K Peters Ltd, 2000, 84 p. (ISBN 1-56881-149-7, lire en ligne)